# Повідь у Західній Вірджинії (2016)

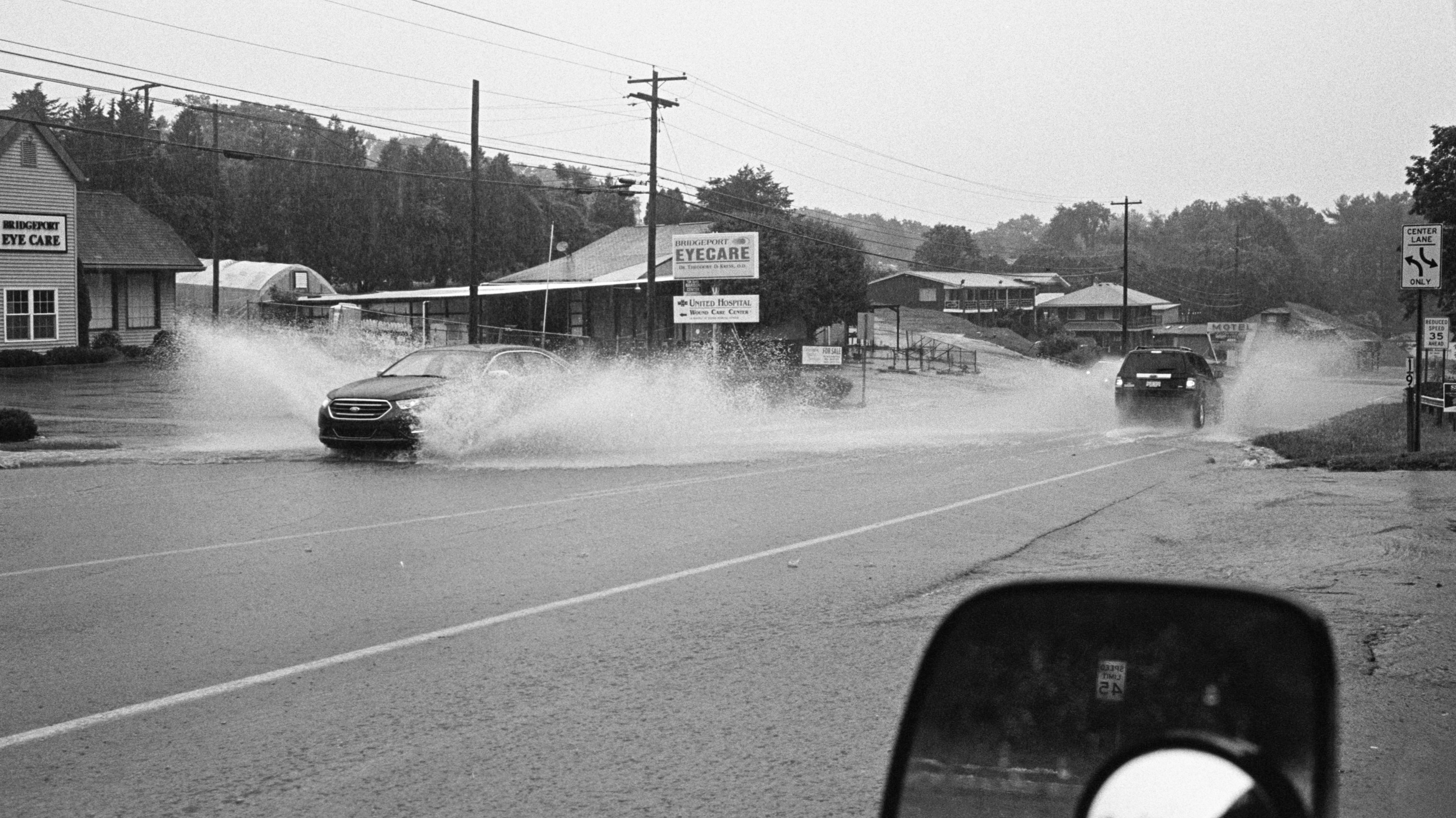

Повідь у Західній Вірджинії 23 червня 2016 року — стихійне лихо у штаті Західна Вірджинія і прилеглих районах штату Вірджинія (США), що виникло внаслідок сильної зливи. Повідь у гірському штаті призвела до численних руйнувань та загибелі щонайменше 24 людей, багато людей вважаються зниклими безвісти.
Повідь стала результатом надмірних опадів (від 200 до 250 мм, чверть річної норми опадів) протягом всього декількох годин і стала наймасштабнішою за 100 років. Президент США Барак Обама оголосив про надзвичайну ситуацію в регіоні та розпорядився направити муніципальній владі федеральну допомогу для ліквідації наслідків затоплення, зсувів і ураганів. Кошти підуть на будівництво й оренду тимчасового житла.
У результаті поводі пошкоджені понад 100 будинків, змиті мости, розмиті дороги.